# مارك فيليجر
مارك فيليجر (من مواليد 17 مايو 1950) قاضٍ سويسري ولد في لويس تريشاردت بجنوب إفريقيا. تولَّى قضاء المحكمة الأوروبية لحقوق الإنسان فيما يتعلق بليختنشتاين.
نشأ في موزمبيق وفلدكيرش بالنمسا قبل أن يدرس القانون في جامعة زيورخ في سويسرا . بدأ حياته المهنية في المحكمة الأوروبية لحقوق الإنسان في عام 1983 كسكرتير في مفوضية حقوق الإنسان وتولى منصب قاضٍ في المحكمة الأوروبية لحقوق الإنسان في عام 2006.